# TABプロダクション
有限会社TABプロダクションは、日本の芸能事務所。日本声優事業社協議会会員。主に俳優・声優のマネージメントを行っている。付属の俳優（声優）養成所もある。TABは「タブ」ではなく、「ティーエービー」と読む。
社内に制作部、音楽コンテンツ事業部、芸能プロダクション事業部、スクール事業部、ゲーム事業部を保有。2012年6月1日より株式会社チルダと業務提携をしている。

## 所属タレント

### 男性
- 市山享
- 岩田仁徳
- 大熊誠一郎
- 北島壮峻 ※活動休止中※
- 熊谷正行
- 迫瑞樹
- 髙柳良介
- 西森千豊
- 宮崎一成
- 乱一世
- 渡辺一茂

### 女性
- 逢川じゅん
- 猪野里香
- 内田りりこ
- 大川ゆず香
- 加良まゆみ
- 小磯里奈
- 西口有香
- 飛野温美
- 平野有紗
- 八木橋敏慧
- REIKA（代表）

## 預かり所属タレント

### 男性
- 有川裕也
- 岩本壮太
- 大竹剛史
- 川桜ちたお
- 京牟礼空悟
- 國廣貴彦
- 小林蓮雄
- 高橋諒（声のみ）
- 武田直哉
- 堤卓也
- 恒石春介
- 中山征俊
- 二神壮麻
- 隼瀬陽介
- 藤井海人
- 藤咲弥優
- 三浦叶向
- 森脇俊介（声のみ）
- 𠮷田陸

### 女性
- 稲葉優子
- 岩川日和
- 宇里彩
- 落合希帆
- 海地唯子
- 樹咲まこ
- 城戸香澄
- 紀乃ちひろ
- さとうかな
- 関谷美奈子
- 田染夏希
- 城美美
- 田山佳枝
- 西茜寧
- 二宮梨乃
- 辺見里紗
- 松元千壽恵
- 宮田怜奈（声のみ）
- 百瀬ななみ
- 森優佳理
- 安井渚紗
- 山内詩織
- 山下百音
- 山本佳奈
- 嬉野さくら

## 所属クリエイター
- 塩生康範
- 武泰寛治
- 中村博英

## かつて所属していた主なタレント

### 男性
- 朝比奈拓見（現所属：ケンユウオフィス）
- 岩瀬周平（現所属：FIRST WIND production）
- 稲村透（現所属：AZクリエイティブ・エージェントオフィス）
- 大久保貴（現所属：BloomZ）
- 大橋隆昌（フリー）
- 梶原彰
- かとうかおる
- 黒沢良（在籍中に死去）
- 新藤涼平
- 枝折努
- 中野健治（現所属：オフィスチャープ）
- 中村圭佑（現所属：プロダクション・エース）
- 鳴海崇志（現所属：EARLY WING）
- 根本央紀
- 原田男（引退）
- 東久仁彦
- Maechu（現所属：ソレモ）
- 牧野秀紀
- 森圭輔
- 森訓久（フリー）
- 山内悠椰
- 吉本裕介（現所属：SRプロダクション）

### 女性
- 亜城めぐ（フリー）
- 安倍ようこ（フリー）
- あらいしずか（現所属：フェザード）
- 稲田佳乃香
- 襟川麻衣子（現所属：俳協）
- 大垣理香（現所属：E-sprinG）
- 大久保藍子（現所属：リマックス）
- 大野まりな（現芸名：まりなりな、現所属：Honey Rush）
- 小川里永子
- 実川桃子（フリー）
- 小暮英麻（フリー）
- 小林真奈
- 真田アサミ（現所属：アミュレート）
- 茶山莉子
- 新堂真弓（フリー）
- 園崎未恵（現所属：リマックス）
- 田中かほり（フリー）
- 田村美奈江
- 中村恵子
- 永瀬江美弥（フリー）
- 西沢広香（フリー）
- のみこ
- 長谷川知子
- 深田紗記子
- 深森らえる（フリー、アル・シェア（業務提携））
- 古原奈々（フリー）
- 松本桜
- 山口立花子（現所属：ケンユウオフィス）
- 吉川由弥（アトミックモンキーに移籍後引退）
- 小山さほみ